# 王宁 (英语和比较文学)
王宁（1955年7月—），英文和比较文学博士，清华大学外国语言文学系教授，比较文学与文化研究中心主任。王宁教授于2010年当选为拉丁美洲科学院院士，还曾入选长江学者特聘教授。

## 经历
王宁于1989年获得北京大学英文和比较文学博士学位，后在荷兰乌德勒支大学从事博士后研究。1991年起任教于北京大学。